# إيغيديو أريفالو ريوس
إيغيديو أريفالو ريوس (بالإسبانية: Egídio Arévalo Ríos) (مواليد 1 يناير 1982 في بايساندو) لاعب كرة قدم أوروغواياني يلعب حاليا في نادي تايقر المكسيكي.

## وصلات خارجية
- إيغيديو أريفالو ريوس على موقع الاتحاد الدولي (مؤرشف)  (الإنجليزية)
- إيغيديو أريفالو ريوس على موقع الدوري الأمريكي (الإنجليزية)
- إيغيديو أريفالو ريوس على موقع إي إس بي إن إف سي (الإنجليزية)
- إيغيديو أريفالو ريوس على موقع قاعدة بيانات كرة القدم.إي يو (الإنجليزية)
- إيغيديو أريفالو ريوس على موقع ناشيونال فوتبول تيمز (الإنجليزية)
- إيغيديو أريفالو ريوس على موقع Soccerway.com (الإنجليزية)
- إيغيديو أريفالو ريوس على موقع عالم كرة القدم.نت (الإنجليزية)
- إيغيديو أريفالو ريوس على موقع أوليمبيديا (الإنجليزية)
- إيغيديو أريفالو ريوس على موقع AS.com (الإسبانية)